# Grand Prix d'Allemagne de combiné nordique
Le Grand Prix d'Allemagne était une compétition de combiné nordique organisée au sein de la coupe du monde de combiné nordique, à la manière de la tournée des quatre tremplins qui fait partie de la coupe du monde de saut à ski, ou du Tour de Ski qui fait partie de la coupe du monde de ski de fond. Cette compétition fut organisée de la saison 2001-2002 à la saison 2006-2007, avec comme sponsor la bière Warsteiner.
La compétition se déroulait sur trois épreuves, toutes organisées en Allemagne. L'athlète ayant totalisé le plus de points lors de ces trois épreuves remportait le grand prix, qui était doté, lors de sa dernière saison, de 25 000 euros répartis comme suit entre les six premiers du classement dudit grand prix :
- 10 000 euros au vainqueur ;
- 6 000 euros au deuxième ;
- 4 000 euros au troisième ;
- 2 500 euros au quatrième ;
- 1 500 euros au cinquième ;
- 1 000 euros au sixième.

## Palmarès
| Saison  | Lieu                                    | Vainqueur      | Deuxième          | Troisième      |
| ------- | --------------------------------------- | -------------- | ----------------- | -------------- |
| 2006/07 | Ruhpolding, Ruhpolding, Oberstdorf      | Hannu Manninen | Sebastian Haseney | Felix Gottwald |
| 2005/06 | Oberhof, Ruhpolding, Schonach           | Hannu Manninen | Ronny Ackermann   | Felix Gottwald |
| 2004/05 | Oberhof, Ruhpolding, Schonach           | Hannu Manninen | Ronny Ackermann   | Felix Gottwald |
| 2003/04 | Oberhof, Reit im Winkl, Schonach        | Todd Lodwick   | Ronny Ackermann   | Samppa Lajunen |
| 2002/03 | Oberhof                                 | Felix Gottwald | Ronny Ackermann   | Mario Stecher  |
| 2001/02 | Oberwiesenthal, Reit im Winkl, Schonach | Felix Gottwald | Ronny Ackermann   | Samppa Lajunen |